# Itaquascon cambewarrense
Itaquascon cambewarrense är en djurart som tillhör fylumet trögkrypare, och som beskrevs av Pilato, Binda och Claxton 2002. Itaquascon cambewarrense ingår i släktet Itaquascon och familjen Hypsibiidae. Inga underarter finns listade i Catalogue of Life.